# 許志新
許志新（约1937年—2021年4月），臺灣軍醫、外科醫生，退休後到屏東縣恆春鎮服務十餘年，第二十八屆醫療奉獻獎得主。

## 生平
許志新生於福建，天主教徒，師大附中畢業後考取國防醫學院，2003年以嘉義榮民醫院副院長退休，在高雄與妻兒共度退休生活。
2004年，許志新接到當時學長、時任恆春基督教醫院院長陳雲址的電話，表示恆春缺少醫院。當時恆春半島人口約五萬餘人，遊客每年約四百萬人次，但僅有少數地區醫院，因人口數少、地處偏遠，不利年輕醫師專業發展，薪資又偏低，難吸引醫師常駐，多依賴公費醫師及兼任醫師填補空缺。
許志新認為恆春半島老人多，慢性病如糖尿病、腎臟病等需要醫師長期追蹤治療，水上遊憩活動和交通意外事故也多，更提高恆春對緊急醫療的迫切需要，在醫療資源不足下，他願意作一天算一天。他不問待遇，帶著妻子搬到恆基宿舍，剛到恆春時，恆春基督教醫院不到十位醫師，人力不足，他也輪值全天班，最高紀錄1個月值了六十多個班。長期搭檔的護理師黃琪雯回憶，許醫生剛來時先改造急診室，為保護病人隱私，用屏風阻擋，讓病人安心看診，並引進硬體設備外，也成立開刀房訓練團隊，用過去經驗把恆基改造成小而美的醫院。
門診之餘，許志新主動支援急診，即使非他值班也會到急診室看看，碰上需縫合外傷的病患，更義不容辭。他也會不厭其煩為病人解釋檢查結果，因他認為當地老人的醫療資訊不夠，購買地下電台含類固醇藥物，導致洗腎，所以需要耐心溝通，建立安全用藥觀念。到2018年以八十一歲之齡得醫療奉獻獎時，他還周一至六都有門診，從上午七時的早安門診，到晚上十時後急診，住在宿舍可以隨叫隨到。
2021年4月初，許志新辭世前，依然關心著恆基新大樓興建進度，以及是否有新血醫師接棒支援偏鄉。